# Пока цветёт папоротник
«Пока́ цветёт па́поротник» — российский телесериал производства компании «ИВД Production», кинокомпании «Белый единорог» при поддержке некоммерческого фонда «Народное Кино», приключенческая комедия с элементами фэнтези. В 2019 году вышло продолжение — «Беловодье. Тайна затерянной страны».
Премьера сериала состоялась 1 октября 2012 года на телеканале СТС в 21:00, где сериал выходил с понедельника по четверг. 14 октября 2012 года в 16:00 состоялась премьера сериала на канале «Украина»: сериал выходил по воскресеньям, по 4 серии подряд. 18 октября 2012 года канал СТС показал две заключительные серии телесериала. 4 ноября 2012 года канал «Украина» показал две заключительные серии, а сразу же после них — фильм о сериале «Пока цветёт папоротник».

## Сюжет
Кирилл Андреев живёт в Москве вместе со своей младшей сестрой Сашей и работает журналистом в жёлтой газете «Секретная правда». Однажды его коллега-фотограф привозит ему в подарок амулет, который оказывается волшебным. Эта вещь в одночасье меняет жизнь его обладателя. С помощью амулета Кирилл неожиданно для самого себя попадает на Алтай. Саша отправляется спасать брата.
По стечению обстоятельств они встречаются на берегу Катуни с Ликой, её другом Артуром, Раисой и её племянниками Денисом и Максимом. Вскоре Кирилл узнаёт, что он — «посвящённый» и должен с помощью амулета и цветка папоротника закрыть врата в параллельный мир Умбры, где обитает всякая нечисть. Чтобы выполнить миссию, Кириллу и его новоиспечённым друзьям предстоит тяжёлая борьба с силами зла.

## Актёры

### В главных ролях
| Актёр              | Роль                                                                               |
| ------------------ | ---------------------------------------------------------------------------------- |
| Александр Петров   | Кирилл Андреев брат Саши, журналист газеты «Секретная правда»                      |
| Светлана Суханова  | Александра (Саша) Андреева сестра Кирилла, актриса театра                          |
| Татьяна Орлова     | Раиса Тарасова (тётя Рая) тётя Макса и Дыни, работает поваром в столовой           |
| Роман Курцын       | Денис (Дыня) Сергеевич Стрельцов брат Макса, племянник Раисы                       |
| Павел Крайнов      | Максим Стрельцов брат Дениса, племянник Раисы; врач по профессии                   |
| Дмитрий Бедарев    | Игорь Борисович Князев бизнесмен                                                   |
| Алла Подчуфарова   | Лика Измайлова подруга Артура, студентка; девушка Игоря, затем возлюбленная Дениса |
| Алексей Васильев   | Артур Сташко друг Лики                                                             |
| Залим Мирзоев      | Аржан старец, противостоящий силам зла                                             |
| Юлия Самойленко    | Агапа дочь Колдуна                                                                 |
| Александр Мезенцев | Колдун отец Агапы                                                                  |
| Елена Николаева    | Олеся Мурашова / Полина Мурашова сестра-близнец Олеси                              |

### В ролях
| Актёр               | Роль                                                                              |
| ------------------- | --------------------------------------------------------------------------------- |
| Павел Кабанов       | фотограф газеты «Секретная правда»                                                |
| Сергей Майоров      | Александр Иосифович (Йосик) начальник Кирилла, редактор газеты «Секретная правда» |
| Владимир Крылов     | бармен                                                                            |
| Анна Невская        | девушка в баре                                                                    |
| Максим Важов        | Лёнька                                                                            |
| Елена Кутырёва      | Светка сестра Лёньки                                                              |
| Татьяна Бондаренко  | мать Лёньки и Светки                                                              |
| Григорий Меликбекян | дед Лёньки и Светки                                                               |
| Марианна Шульц      | Мария Некрасова тётка-соседка Лёньки и Светки, помощница Аржана                   |
| Татьяна Агафонова   | Нинка повар, коллега Раисы                                                        |
| Ольга Прохватыло    | Зойка повар, коллега Раисы                                                        |
| Алёна Ковалёва      | Любка повар, коллега Раисы                                                        |
| Галина Коньшина     | проводница в поезде                                                               |
| Василий Романов     | Василий таёжник, коллега Макса                                                    |
| Андрей Афанасьев    | Михаил помощник Князева                                                           |
| Сергей Русскин      | Леонид Юрьевич (Фунтик) инвестор                                                  |
| Любава Аристархова  | Карина Витальевна жена инвестора                                                  |
| Борис Зверев        | водитель фуры                                                                     |
| Екатерина Ефимова   | Светка новоявленная жена Макса                                                    |
| Нина Персиянинова   | мама Светки                                                                       |
| Игорь Жуковский     | Максим настоящий жених Светки                                                     |
| Елена Чарквиани     | работница ЗАГСа                                                                   |
| Вера Васильева      | Надежда Игоревна бабушка Игоря Князева                                            |
| Анатолий Узденский  | Олег Николаевич друг Надежды Игоревны                                             |
| Олеся Ленская       | Анжела младшая дочь Олега Николаевича                                             |
| Юрий Пронин         | Игорь Константинович Журавлёв нотариус Князева                                    |
| Вадим Цаллати       | Тамаз предводитель следопытов                                                     |
| Алексей Лосихин     | Стинг следопыт                                                                    |
| Софья Ледовских     | Юла следопыт                                                                      |
| Виктор Мютников     | глава сектантов                                                                   |

## Список серий
| № серии | Премьера        | Описание серии |
| ------- | --------------- | --- |
| 1       | 1 октября 2012  | Опасное путешествие журналиста Кирилла начинается, когда к нему в руки попадает странный амулет. Получив задание сочинить очередную историю о паранормальных явлениях, Кирилл отправляется домой, но оказывается на Горном Алтае. |
| 2       | 2 октября 2012  | В поисках младшего брата на Горный Алтай приезжает актриса московского ТЮЗа Саша. После приезда сестры Кирилла посещает странное видение — красивая девушка с огненными волосами. Он ещё не догадывается, что амулет проснулся и тёмные силы совсем рядом. |
| 3       | 3 октября 2012  | По странному стечению обстоятельств ночью в дремучем лесу встречаются все главные герои фильма: Кирилл и Саша, разбившие здесь же палаточный лагерь Раиса и её племянники Дыня и Макс, а также Лика и Артур, направляющиеся на открытие элитной базы отдыха. После страшной аварии автомобиль Лики загорается. Опасаясь гнева своего жениха Князева, Лика и все герои решают бежать. |
| 4       | 4 октября 2012  | Бизнесмен Князев организует погоню, чтобы наказать виновных в уничтожении автомобиля. Кирилл, Саша и их новые знакомые спасаются от преследования на рафте. На одном из крутых порогов стремительной реки Катунь лодка переворачивается, и герои теряют друг друга. |
| 5       | 8 октября 2012  | После крушения рафта Кирилл и Раиса выбираются из воды недалеко от базы Князева, который в это время принимает важных инвесторов. Среди них и его богатая бабушка, приехавшая из Европы. Саша, Лика и Дыня попадают в плен к алтайским пастухам, а Макс и Артур оказываются на деревенской свадьбе, где гости принимают Макса за жениха.                                             |
| 6       | 9 октября 2012  | Кирилл узнаёт, что амулет притягивает не только тёмные, но и светлые силы. Также от мага по имени Аржан он узнаёт, что с помощью амулета должен запечатать врата миров. |
| 7       | 10 октября 2012 | Князев заставляет Сашу и Дыню подписать договор купли-продажи на сгоревший автомобиль. Лика становится свидетельницей флирта Князева и дочери его партнёра — Анжелы. |
| 8       | 11 октября 2012 | Саша решает подняться в воздух на воздушном шаре, чтобы сверху осмотреть окрестности и попытаться найти брата. |
| 9       | 15 октября 2012 | Следопыты не верят, что Кирилл сможет выполнить предназначение и закрыть врата миров, и задерживают всю компанию в своей деревне. Героя вновь посещают видения. |
| 10      | 16 октября 2012 | Кирилл узнаёт от Аржана, что приручить силу амулета ему поможет цветок папоротника. Вместе со следопытами герои добираются до Чёрной берёзы. |
| 11      | 17 октября 2012 | Кирилл больше не в силах управлять набравшим силу амулетом. Агапа отпускает его на поиски папоротника. |
| 12      | 18 октября 2012 | Кирилл и Макс отправляются на поиски цветка папоротника, а Раиса, Дыня и Лика — спасать Сашу и Артура. |
| 13      | 18 октября 2012 | Кириллу предстоит финальная битва. Ему, как Посвящённому, нужно выполнить своё предназначение — закрыть врата. Судьба миров в его руках, но Агапа угрожает убить его сестру Сашу и всех, кто ему дорог. |

## Саундтрек
Оригинальную музыку для фильма написали Роман Архипов и Александр Афанасов. Группа «Город 312» специально для фильма написала две своих новых песни, одна из которых стала главной песней картины.
| Исполнитель                                                                     | Название композиции                                                                                                  |
| ------------------------------------------------------------------------------- | --- |
| группа «Город 312»                                                              | Помоги мне (музыка — Д. Притула, слова — Л. Притула)                                                                 |
| группа «Город 312»                                                              | Странник (музыка и слова — Л. Притула, Д. Притула)                                                                   |
| «Оркестр Нанотехнологий»                                                        | Горные вершины (музыка — Г. Байдуков, вокал — Н. Большова)                                                           |
| Георгий Карнаухов                                                               | Коробейники (музыка — Я. Пригожий, слова — Н. Некрасов)                                                              |
| Георгий Байдуков, Александр Волокитин, Екатерина Кокорина, Дмитрий Невечеря     | Белые розы (музыка и слова — С. Кузнецов)                                                                            |
| Георгий Байдуков и Антон Лисиченко                                              | Свадьба (музыка — А. Бабаджанян, слова — Р. Рождественский)                                                          |
| Георгий Байдуков и Наталья Богородицкая                                         | Видения (музыка — Г. Байдуков, слова — Д. Невечеря)                                                                  |
| Георгий Байдуков, Екатерина Кокорина, Дмитрий Невечеря                          | Летняя прогулка (музыка — Г. Байдуков, слова — Д. Невечеря)                                                          |
| Большой симфонический оркестр Комитета радиоинформации (дирижёр — Н. Голованов) | В пещере горного короля из Сюиты № 1 для оркестра из музыки к драме Генрика Ибсена «Пер Гюнт» (композитор — Э. Григ) |
| Большой симфонический оркестр ВРиТ (дирижёр — К. Элиасберг)                     | Свадебный марш (композитор — Ф. Мендельсон)                                                                          |
| группа «TONE PEAK»                                                              | Ближе к солнцу (музыка — Н. Кулешов, слова — П. Ермаков, Е. Гречушкин)                                               |
| группа «TONE PEAK»                                                              | Удача (музыка — Н. Кулешов, слова — П. Ермаков, Е. Гречушкин)                                                        |
| группа «TONE PEAK»                                                              | Война (музыка и слова — В. Цой)                                                                                      |
| Стас Беляев                                                                     | Война (музыка и слова — В. Цой)                                                                                      |
| группа «Дядя Го»                                                                | Чемальское танго (музыка — Е. Кехтер (Чикишев))                                                                      |
| группа «Дядя Го»                                                                | Любовь шамана (музыка — Е. Кехтер (Чикишев))                                                                         |
| группа «Дядя Го»                                                                | В путь (музыка — Е. Кехтер (Чикишев))                                                                                |
| Евгений Чикишев                                                                 | Колыбельная для Парижа (музыка — Е. Кехтер (Чикишев))                                                                |
| Евгений Чикишев                                                                 | Перед Рождеством (музыка — Е. Кехтер (Чикишев))                                                                      |
| Женя Вилль                                                                      | Упала слеза (музыка и слова — Е. Волкова)                                                                            |
| Женя Вилль                                                                      | Станция 22 (музыка и слова — Е. Волкова)                                                                             |
| Степан Мезенцев                                                                 | Невесомость (музыка и слова — С. Мезенцев)                                                                           |
| Степан Мезенцев                                                                 | Скрипичная партия темы «Видение»                                                                                     |
| Ансамбль народной музыки «Песнохорки»                                           | Календарная «купальская» народная песня «Ой, рано на Ивана»                                                          |
| Ансамбль народной музыки «Песнохорки»                                           | Календарная «купальская» народная песня «Закатилось жарко солнце»                                                    |
| Ансамбль народной музыки «Песнохорки»                                           | Хороводная народная песня «Эх, во поле лён»                                                                          |
| Ёлка                                                                            | На большом воздушном шаре (музыка и слова — Е. Солодовников)                                                         |
| группа «Uma2rmaH»                                                               | В пролесье (музыка и слова — В. Кристовский, М. Калгин)                                                              |
| Филипп Киркоров                                                                 | Огонь и вода (музыка — А. Динкджан, слова — Л. Николакопуолу, А. Морсин)                                             |
| Верка Сердючка                                                                  | Гоп-гоп (музыка и слова — А. Данилко)                                                                                |
| Аслан Ахмадов                                                                   | Там (музыка и слова — Н. Новосадович)                                                                                |
| группа RA'DAR                                                                   | Когда её со мною нет (музыка и слова — Э. Бабаев)                                                                    |
| Ольга Енике                                                                     | Огненный цветок (музыка и слова — О. Енике)                                                                          |
| группа «В Уха»                                                                  | Счастье (музыка и слова — В. Михеев)                                                                                 |
| Рената Кац                                                                      | Сон (музыка — Л. Шапиро, слова — Р. Кац)                                                                             |
| Детский образцовый духовой оркестр «Варяг»                                      | Вальс «Берёзка» (композитор — Б. Шиллер)                                                                             |

## Производство
В конце 2009 года режиссёр и сценарист Евгений Бедарев объявил о планах создания фильма «Пока цветёт папоротник», съёмки которого должны были пройти летом 2010 года на Алтае. По инициативе Евгения Бедарева был создан некоммерческий фонд «Народное кино», в который поступили частные пожертвования на съёмки фильма. Однако к 2010 году создатели не сумели найти достаточный объём финансирования. Многие продюсеры отказывались от проекта, так как съёмки на Алтае более дорогие, ввиду удалённости региона от основных российских центров кинопроизводства (Москвы, Санкт-Петербурга).
Работа над проектом возобновилась, когда к сотрудничеству удалось привлечь компанию «ИВД Production» Сергея Майорова, который предложил создать не фильм, а сериал. Съёмки сериала проходили в Алтайском крае и в Республике Алтай с июля по ноябрь 2011 года. Съёмочная группа проекта совершила путешествие как минимум в 20 000 км, чтобы запечатлеть пейзажи Горного Алтая, от природного заповедника Чуй-Оозы до села Онгудай. Также некоторые сцены снимали в Москве, Подмосковье и Твери. В частности, были съёмки в отеле «Свежий ветер» (Дмитровский район, Московская область).
Для создания ленты были полностью отстроены масштабные декорации: Дом Колдуна, Дом Аржана, подземелье, Чёрная Берёза. Только создание Дома Колдуна заняло почти три месяца.
При написании сценария создатели сериала обращались к фольклору и народным легендам Алтая. Роль Раисы Тарасовой специально писалась для актрисы Татьяны Орловой. На роль Кирилла Андреева режиссёр Евгений Бедарев первоначально планировал выбрать более «брутального» и спортивного актёра, но когда на пробы пришёл Александр Петров — то решил остановить выбор именно на нём.
По словам Евгения Бедарева, «Пока цветёт папоротник» — это 13 серий по 48 минут, 47 дней экспедиции в Горный Алтай, 4 месяца съёмочного периода, 84 смены, группа из 92 человек, 7 главных героев, почти тонна костюмов, 6200 минут (или 103 часа, или 12,4 Терабайт) отснятого видео, 4 килограмма сушек и печенья в день и десятки литров чая и кофе.
Сергей Майоров, генеральный продюсер фильма, исполнитель роли редактора Александра Иосифовича: 

«Жанр многосерийного телевизионного кино в нашей стране всегда был популярен, но сейчас, к сожалению, практически отсутствует. Могу нескромно заявить, что на сегодняшний момент по масштабу замысла, качеству картинки и компьютерной графики, подобных нашему проекту фильмов на отечественном рынке нет. Мы снимали в труднодоступных районах Алтая. Съёмки велись с дельтапланов, парапланов, воздушных шаров, рафтов. Мы сделали честную историю с отличными комедийными, приключенческими и фантастическими линиями. „Пока цветёт папоротник“ — это одна из первых попыток в нашей непростой, кризисной экономической ситуации снять кино высокого качества: здесь нет плоской картинки, картонных декораций или сильно затянутых сцен, зато есть дикая энергия натуры и динамика изложения».— 

## Рейтинг сериала в России
Сериал успешно стартовал в эфире канала СТС. За первую неделю показа в слоте 21:00-22:00 занял второе место в аудитории 6-54 с долей 15,0 % и опередил «Первый канал», «Россию-1» и ТНТ, проиграв только НТВ с криминальным сериалом «Карпов».
В целевых аудиториях 10-45 и 14-44 стал абсолютным лидером, с долей 15,6 % и 17,0 % соответственно. Рейтинг в аудитории 6-54 составил 5,10 % доля — 15,2 %; в аудитории 10-45 доля начинается с 16,3 % заканчивается на 18,0 %.
Вячеслав Муругов назвал сериал «большой телевизионной победой».

## Награды и номинации
- 2 номинации на премию «Телезвезда-2012» — «Любимый сериал. Новинки» и «Любимая актриса» (Татьяна Орлова)[18].
- Номинация на III ежегодной российской кинопремии в жанре ужасов «Капля-2012» в номинации «Лучший отечественный хоррор года»[19].

## Продолжение сериала
28 октября 2012 года в эфире радиостанции «Эхо Москвы» генеральный директор канала СТС и генеральный продюсер сериала Вячеслав Муругов прокомментировал вопрос о съёмках второго сезона сериала «Пока цветёт папоротник»:

«Есть такая вероятность. Сейчас анализируем, как прошёл первый, разговариваем с создателями, а возможно ли сделать второй сезон, потому что изначально не предполагался, в принципе, этот сериал как сезонный — это вообще-то был такой, растянутый многосерийный фильм. И всё, в общем-то, зависит и от Сергея Майорова, Евгения Бедарева. Если предложат идею, как это можно продолжить, конечно, продолжим».— 
18 марта 2013 года Сергей Майоров, генеральный продюсер сериала и исполнитель роли Александра Иосифовича, сообщил:

«Будет ли продолжение „Папоротника“? Будет!!! 1-го марта мы начали работать над второй частью нашего фильма!»— 
21 марта 2013 года режиссёр и сценарист сериала Евгений Бедарев, подтвердил слова Майорова о продолжении проекта:

«Мы сейчас с братом пишем новую историю, а значит, летом приступим к съёмкам второй части „Папоротника“! При этом, более правильно говорить, что это не продолжение, а основная часть! То, ради чего все задумывалось. Дело в том, что „Папоротник“ планировался как диптих (если выражаться языком художников), то есть как две части одного целого. Причём, вторая часть — значительно важнее первой! Первая — это своеобразный пролог, который все видели и полюбили! А вот вторая — это как раз основное действо, события, герои и приключения!»— 
Премьера продолжения телесериала под названием «Беловодье. Тайна затерянной страны» состоялась на канале СТС 19 июня 2019 года. Новые серии выходили в эфир с понедельника по четверг после полуночи.